# Copa do Mundo FIFA Sub-17 de 2015
A Copa do Mundo FIFA Sub-17 de 2015 foi a 16ª edição da competição de futebol para jogadores de até 17 anos de idade organizado pela Federação Internacional de Futebol (FIFA). O torneio foi disputado no Chile com a participação de 24 seleções entre os dias 17 de outubro a 8 de novembro.
O anúncio do anfitrião do torneio se deu em 3 de março de 2011, na sede da FIFA em Zurique (Suíça). O anúncio foi feito logo após o Comitê Executivo da entidade definir os anfitriões de oito torneios a serem realizados nos anos de 2012, 2013, 2014 e 2015.
Pela segunda edição consecutiva o título ficou com a Nigéria, ao vencer o Mali na final por 2–0, totalizando a quinta conquista desta nação africana na categoria.

## Candidaturas
Além do Chile, os três países abaixo também se candidataram a sediar o torneio:
- País de Gales
- Rússia
- Tunísia

As candidaturas da Rússia e do País de Gales tentavam trazer o torneio novamente para a Europa, já que o último a ser realizado em solo europeu foi em 2003 na Finlândia. Já a Tunísia queria o torneio novamente em solo africano, pois a última vez que foi realizado na África foi em 2009 na Nigéria. Porém em votação do Comitê Executivo, ficou definido que a América do Sul voltaria a sediar o torneio em 2015.

## Qualificação
| Confederação                                  | Torneio qualificatório                  | Classificado(s)                                   |
| --------------------------------------------- | --------------------------------------- | ------------------------------------------------- |
| AFC (Ásia)                                    | Campeonato Asiático Sub-16 de 2014      | Coreia do Norte Coreia do Sul Austrália Síria     |
| CAF (África)                                  | Campeonato Africano Sub-17 de 2015      | Mali África do Sul Guiné Nigéria                  |
| CONCACAF (América do Norte, Central e Caribe) | Campeonato da CONCACAF Sub-17 de 2015   | México Honduras Costa Rica Estados Unidos         |
| CONMEBOL (América do Sul)                     | Campeonato Sul-Americano Sub-17 de 2015 | Brasil Argentina Equador Paraguai                 |
| OFC (Oceania)                                 | Campeonato Sub-17 da OFC de 2015        | Nova Zelândia                                     |
| UEFA (Europa)                                 | Campeonato Europeu Sub-17 de 2015       | França Alemanha Bélgica Rússia Croácia Inglaterra |
| Anfitrião                                     | Anfitrião                               | Chile                                             |

## Sedes
Junto com a proposta de dez sedes para a disputa da Copa América de 2015, a Federação Chilena de Futebol anunciou os planos para a realização do Mundial Sub-17. Em 8 de abril de 2014, oito cidades foram confirmadas, com o descarte de Copiapó e Quillota:
| Chillán                         | Chillán Coquimbo Concepción La Serena Puerto Montt Santiago Talca Viña del Mar | Coquimbo                                 |
| ------------------------------- | ------------------------------------------------------------------------------ | ---------------------------------------- |
| Estádio Nelson Oyarzún Arenas   | Chillán Coquimbo Concepción La Serena Puerto Montt Santiago Talca Viña del Mar | Estádio Francisco Sánchez Rumoroso       |
| Capacidade: 12 000              | Chillán Coquimbo Concepción La Serena Puerto Montt Santiago Talca Viña del Mar | Capacidade: 18 500                       |
|                                 | Chillán Coquimbo Concepción La Serena Puerto Montt Santiago Talca Viña del Mar |                                          |
| Concepción                      | Chillán Coquimbo Concepción La Serena Puerto Montt Santiago Talca Viña del Mar | La Serena                                |
| Estádio Municipal de Concepción | Chillán Coquimbo Concepción La Serena Puerto Montt Santiago Talca Viña del Mar | Estádio La Portada                       |
| Capacidade: 33 000              | Chillán Coquimbo Concepción La Serena Puerto Montt Santiago Talca Viña del Mar | Capacidade: 18 500                       |
|                                 | Chillán Coquimbo Concepción La Serena Puerto Montt Santiago Talca Viña del Mar |                                          |
| Puerto Montt                    | Chillán Coquimbo Concepción La Serena Puerto Montt Santiago Talca Viña del Mar | Santiago                                 |
| Estádio Regional de Chinquihue  | Chillán Coquimbo Concepción La Serena Puerto Montt Santiago Talca Viña del Mar | Estádio Nacional Julio Martínez Prádanos |
| Capacidade: 10 000              | Chillán Coquimbo Concepción La Serena Puerto Montt Santiago Talca Viña del Mar | Capacidade: 48 665                       |
|                                 | Chillán Coquimbo Concepción La Serena Puerto Montt Santiago Talca Viña del Mar |                                          |
| Talca                           | Chillán Coquimbo Concepción La Serena Puerto Montt Santiago Talca Viña del Mar | Viña del Mar                             |
| Estádio Fiscal                  | Chillán Coquimbo Concepción La Serena Puerto Montt Santiago Talca Viña del Mar | Estádio Sausalito                        |
| Capacidade: 8 324               | Chillán Coquimbo Concepción La Serena Puerto Montt Santiago Talca Viña del Mar | Capacidade: 23 000                       |
|                                 | Chillán Coquimbo Concepción La Serena Puerto Montt Santiago Talca Viña del Mar |                                          |

## Arbitragem
A FIFA designou os seguintes árbitros e assistentes para a Copa do Mundo Sub-17 de 2015:
| Árbitros                      | Assistentes                                    |
| AFC                           | AFC                                            |
| ----------------------------- | ---------------------------------------------- |
| QAT Abdulrahman Al-Jassim     | QAT Taleb Al Marri QAT Saoud Almaqaleh         |
| MAS Mohd Bin Yacoob           | MAS Mohd Yusri Muhamad MAS Azman Ismail        |
| UAE Mohammed Abdullah Mohamed | UAE Mohamed Alhammadi UAE Hasan United Almahri |
| SRI Hettikankanamge Perera•   |                                                |
| CAF                           |                                                |
| ALG Mehdi Abid Charef         | TUN Anouar Hmila RWA Theogene Ndagijima        |
| SEN Malang Diedhiou           | SEN Djibril Camara GUI Aboubacar Doumbouya     |
| ZAM Janny Sikazwe             | ANG Jerson dos Santos MOZ Arsenio Marengula    |
| ETH Bamlak Tessema•           |                                                |
| CONCACAF                      |                                                |
| JAM Valdin Legister           | JAM Kedlee Powell JAM Richard Washington       |
| CRC Ricardo Montero           | CRC Juan Mora Araya CRC Warner Castro          |
| HON Héctor Rodríguez          | HON Christian Ramírez HON Walter López         |
| GUA Óscar Reyna•              |                                                |
| OFC                           |                                                |
| NZL Nick Waldron              | FIJ Ravinesh Kumar NZL Gleen Lochrie           |
| TAH Abdelkader Zitouni•       |                                                |

| Árbitros                 | Assistentes                                 |
| CONMEBOL                 | CONMEBOL                                    |
| ------------------------ | ------------------------------------------- |
| PAR Enrique Cáceres      | PAR Eduardo Cardozo PAR Juan Zorrilla       |
| PER Diego Haro           | PER Raúl López Cruz PER Víctor Ráez         |
| COL Wilson Lamouroux     | COL Alexander Guzmán COL Wilmar Navarro     |
| CHI Roberto Tobar        | CHI Marcelo Barraza CHI Christian Schiemann |
| BOL Gery Vargas•         |                                             |
| UEFA                     |                                             |
| UKR Ievgenii Aranovskyy  | UKR Igor Alokhin UKR Oleksander Korniyko    |
| GER Deniz Aytekin        | GER Guido Kleve GER Markus Haecker          |
| FRA Ruddy Buquet         | FRA Guillaume Debart FRA Cyril Gringore     |
| SVN Matej Jug            | SVN Matej Žunič SVN Gregor Rojko            |
| NED Danny Makkelie       | NED Hessel Steegstra NED Mario Diks         |
| ENG Michael Oliver       | ENG Stuart Burt ENG Gary Beswick            |
| SWE Martin Strombergsson | SWE Mehmet Culum SWE Daniel Gustavsson      |
| SUI Stephan Klossner•    |                                             |

• Árbitro reserva

## Sorteio
O sorteio que determinou a composição dos grupos foi realizado em 6 de agosto de 2015, em Santiago.
| Pote 1                                                           | Pote 2                                                           | Pote 3                                                 | Pote 4                                            |
| ---------------------------------------------------------------- | ---------------------------------------------------------------- | ------------------------------------------------------ | ------------------------------------------------- |
| Chile (Grupo A) Nova Zelândia Mali Brasil Coreia do Norte México | Costa Rica Estados Unidos Honduras Coreia do Sul Síria Austrália | Guiné Nigéria África do Sul Argentina Paraguai Equador | Croácia Inglaterra Alemanha Rússia Bélgica França |

## Fase de grupos
|  | Equipes classificadas às oitavas de final               |
|  | Equipes classificadas como melhores terceiros colocados |
|  | Equipes eliminadas                                      |

Todas as partidas seguiram o fuso horário local (UTC−3).

### Grupo A
| Pos. | Seleção        | P | J | V | E | D | GP | GC | SG |
| ---- | -------------- | - | - | - | - | - | -- | -- | -- |
| 1    | Nigéria        | 6 | 3 | 2 | 0 | 1 | 8  | 3  | +5 |
| 2    | Croácia        | 5 | 3 | 1 | 2 | 0 | 5  | 4  | +1 |
| 3    | Chile          | 4 | 3 | 1 | 1 | 1 | 6  | 7  | –1 |
| 4    | Estados Unidos | 1 | 3 | 0 | 1 | 2 | 3  | 8  | –5 |

| 17 de outubro | Nigéria                | 2 – 0     | Estados Unidos | Estádio Nacional, Santiago                 |
| 17:00         | Agor 50' · Osimhen 61' | Relatório |                | Público: 20 637 Árbitro: GER Deniz Aytekin |

| 17 de outubro | Chile        | 1 – 1     | Croácia | Estádio Nacional, Santiago                         |
| 20:00         | Y. Leiva 33' | Relatório | Moro 8' | Público: 20 637 Árbitro: QAT Abdulrahman Al-Jassim |

| 20 de outubro | Estados Unidos            | 2 – 2     | Croácia                  | Estádio Sausalito, Viña del Mar              |
| 17:00         | Pulisic 20' · Vazquez 40' | Relatório | Majić 65' · Ivanušec 77' | Público: 21 893 Árbitro: PAR Enrique Cáceres |

| 20 de outubro | Chile       | 1 – 5     | Nigéria                                                        | Estádio Sausalito, Viña del Mar           |
| 20:00         | Allende 81' | Relatório | Chukwueze 1', 61' · Nwakali 17' (pen) · Osimhen 66' (pen), 86' | Público: 21 893 Árbitro: FRA Ruddy Buquet |

| 23 de outubro | Estados Unidos | 1 – 4     | Chile                                             | Estádio Sausalito, Viña del Mar        |
| 20:00         | Vazquez 10'    | Relatório | Allende 20' · Mazuela 52' · Jara 86' · Moya 90+3' | Público: 19 321 Árbitro: SVN Matej Jug |

| 23 de outubro | Croácia                 | 2 – 1     | Nigéria     | Estádio Fco. Sánchez Rumoroso, Coquimbo      |
| 20:00         | Brekalo 50' · Majić 54' | Relatório | Osimhen 20' | Público: 5 606 Árbitro: COL Wilson Lamouroux |

### Grupo B
| Pos. | Seleção       | P | J | V | E | D | GP | GC | SG |
| ---- | ------------- | - | - | - | - | - | -- | -- | -- |
| 1    | Coreia do Sul | 7 | 3 | 2 | 1 | 0 | 2  | 0  | +2 |
| 2    | Brasil        | 6 | 3 | 2 | 0 | 1 | 4  | 2  | +2 |
| 3    | Inglaterra    | 2 | 3 | 0 | 2 | 1 | 1  | 2  | –1 |
| 4    | Guiné         | 1 | 3 | 0 | 1 | 2 | 2  | 5  | –3 |

| 17 de outubro | Inglaterra | 1 – 1     | Guiné           | Estádio Fco. Sánchez Rumoroso, Coquimbo   |
| 16:00         | Hinds 61'  | Relatório | N. Bangoura 76' | Público: 5 333 Árbitro: CHI Roberto Tobar |

| 17 de outubro | Brasil | 0 – 1     | Coreia do Sul    | Estádio Fco. Sánchez Rumoroso, Coquimbo     |
| 19:00         |        | Relatório | Jang Jae-Won 79' | Público: 5 333 Árbitro: CRC Ricardo Montero |

| 20 de outubro | Inglaterra | 0 – 1     | Brasil      | Estádio La Portada, La Serena                        |
| 17:00         |            | Relatório | Leandro 67' | Público: 8 225 Árbitro: UAE Mohammed Abdulla Mohamed |

| 20 de outubro | Coreia do Sul   | 1 – 0     | Guiné | Estádio La Portada, La Serena                |
| 20:00         | Oh Se-Hun 90+2' | Relatório |       | Público: 8 225 Árbitro: HON Héctor Rodríguez |

| 23 de outubro | Coreia do Sul | 0 – 0     | Inglaterra | Estádio Fco. Sánchez Rumoroso, Coquimbo     |
| 17:00         |               | Relatório |            | Público: 5 606 Árbitro: JAM Valdin Legister |

| 23 de outubro | Guiné     | 1 – 3     | Brasil                                       | Estádio Sausalito, Viña del Mar            |
| 17:00         | Sylla 83' | Relatório | Lincoln 15' (pen) · Leandro 33' · Arthur 67' | Público: 19 321 Árbitro: GER Deniz Aytekin |

### Grupo C
| Pos. | Seleção   | P | J | V | E | D | GP | GC | SG |
| ---- | --------- | - | - | - | - | - | -- | -- | -- |
| 1    | México    | 7 | 3 | 2 | 1 | 0 | 4  | 1  | +3 |
| 2    | Alemanha  | 6 | 3 | 2 | 0 | 1 | 9  | 3  | +6 |
| 3    | Austrália | 4 | 3 | 1 | 1 | 1 | 3  | 5  | –2 |
| 4    | Argentina | 0 | 3 | 0 | 0 | 3 | 1  | 8  | –7 |

| 18 de outubro | Austrália  | 1 – 4     | Alemanha                                       | Estádio Nelson Oyarzún Arenas, Chillán        |
| 16:00         | Waring 54' | Relatório | Passlack 14' · Eggestein 26', 39' · Janelt 65' | Público: 7 366 Árbitro: ALG Mehdi Abid Charef |

| 18 de outubro | México                         | 2 – 0     | Argentina | Estádio Nelson Oyarzún Arenas, Chillán     |
| 19:00         | Magaña 10' · Venegas 77' (pen) | Relatório |           | Público: 7 366 Árbitro: NED Danny Makkelie |

| 21 de outubro | Austrália | 0 – 0     | México | Estádio Nelson Oyarzún Arenas, Chillán    |
| 17:00         |           | Relatório |        | Público: 8 469 Árbitro: ZAM Janny Sikazwe |

| 21 de outubro | Argentina | 0 – 4     | Alemanha                                                       | Estádio Nelson Oyarzún Arenas, Chillán      |
| 20:00         |           | Relatório | Janelt 5' · Eggestein 32' · Passlack 45+2' (pen) · Schmidt 67' | Público: 8 469 Árbitro: CRC Ricardo Montero |

| 24 de outubro | Argentina          | 1 – 2     | Austrália        | Estádio Nelson Oyarzún Arenas, Chillán   |
| 19:00         | Conechny 67' (pen) | Relatório | Panetta 25', 52' | Público: 4 409 Árbitro: FRA Ruddy Buquet |

| 24 de outubro | Alemanha      | 1 – 2     | México                  | Estádio Fiscal, Talca                       |
| 19:00         | Eggestein 68' | Relatório | López 59' · Venegas 65' | Público: 6 229 Árbitro: PAR Enrique Cáceres |

### Grupo D
| Pos. | Seleção  | P | J | V | E | D | GP | GC | SG |
| ---- | -------- | - | - | - | - | - | -- | -- | -- |
| 1    | Mali     | 7 | 3 | 2 | 1 | 0 | 5  | 1  | +4 |
| 2    | Equador  | 6 | 3 | 2 | 0 | 1 | 6  | 3  | +3 |
| 3    | Bélgica  | 4 | 3 | 1 | 1 | 1 | 2  | 3  | –1 |
| 4    | Honduras | 0 | 3 | 0 | 0 | 3 | 2  | 8  | –6 |

| 18 de outubro | Bélgica | 0 – 0     | Mali | Estádio Fiscal, Talca                    |
| 16:00         |         | Relatório |      | Público: 3 509 Árbitro: NZL Nick Waldron |

| 18 de outubro | Honduras  | 1 – 3     | Equador                                        | Estádio Fiscal, Talca                      |
| 19:00         | Grant 83' | Relatório | Guerrero 7' · Estupiñán 19' (pen) · Cortez 76' | Público: 3 509 Árbitro: ENG Michael Oliver |

| 21 de outubro | Bélgica                | 2 – 1     | Honduras  | Estádio Fiscal, Talca                  |
| 17:00         | Vancamp 21' · Rigo 78' | Relatório | Leiva 49' | Público: 4 721 Árbitro: PER Diego Haro |

| 21 de outubro | Equador             | 1 – 2     | Mali                     | Estádio Fiscal, Talca                            |
| 20:00         | Estupiñán 70' (pen) | Relatório | B. Traoré 9' · Malle 61' | Público: 4 721 Árbitro: SWE Martin Strömbergsson |

| 24 de outubro | Equador                   | 2 – 0     | Bélgica | Estádio Fiscal, Talca                             |
| 16:00         | Corozo 40' · Guerrero 73' | Relatório |         | Público: 6 229 Árbitro: QAT Abdulrahman Al-Jassim |

| 24 de outubro | Mali                                  | 3 – 0     | Honduras | Estádio Nelson Oyarzún Arenas, Chillán   |
| 16:00         | A. Haidara 7' · Dante 34' · Malle 56' | Relatório |          | Público: 4 409 Árbitro: NZL Nick Waldron |

### Grupo E
| Pos. | Seleção         | P | J | V | E | D | GP | GC | SG |
| ---- | --------------- | - | - | - | - | - | -- | -- | -- |
| 1    | Rússia          | 7 | 3 | 2 | 1 | 0 | 5  | 1  | +4 |
| 2    | Costa Rica      | 4 | 3 | 1 | 1 | 1 | 4  | 4  | 0  |
| 3    | Coreia do Norte | 4 | 3 | 1 | 1 | 1 | 3  | 4  | –1 |
| 4    | África do Sul   | 1 | 3 | 0 | 1 | 2 | 2  | 5  | –3 |

| 19 de outubro | África do Sul | 1 – 2     | Costa Rica                 | Estádio Municipal de Concepción, Concepción |
| 17:00         | Mayo 90'      | Relatório | Masis 7' · Reyes 63' (pen) | Público: 7 572 Árbitro: MAS Mohd Bin Yaacob |

| 19 de outubro | Coreia do Norte | 0 – 2     | Rússia                  | Estádio Municipal de Concepción, Concepción  |
| 20:00         |                 | Relatório | Galanin 3' · Chalov 52' | Público: 7 572 Árbitro: COL Wilson Lamouroux |

| 22 de outubro | África do Sul      | 1 – 1     | Coreia do Norte       | Estádio Municipal de Concepción, Concepción   |
| 17:00         | Mukumela 10' (pen) | Relatório | Kim Wi-Song 17' (pen) | Público: 9 322 Árbitro: UKR Yevhen Aranovskiy |

| 22 de outubro | Rússia     | 1 – 1     | Costa Rica  | Estádio Municipal de Concepción, Concepción |
| 20:00         | Chalov 82' | Relatório | Ramírez 71' | Público: 9 322 Árbitro: CHI Roberto Tobar   |

| 25 de outubro | Rússia                   | 2 – 0     | África do Sul | Estádio Municipal de Concepción, Concepción |
| 19:00         | Makhatadze 5', 89' (pen) | Relatório |               | Público: 13 759 Árbitro: PER Diego Haro     |

| 25 de outubro | Costa Rica | 1 – 2     | Coreia do Norte                          | Estádio Regional de Chinquihue, Puerto Montt |
| 19:00         | Mesén 84'  | Relatório | Pak Yong-Gwan 14' · Jong Chang-Bom 90+3' | Público: 6 571 Árbitro: NED Danny Makkelie   |

### Grupo F
| Pos. | Seleção       | P | J | V | E | D | GP | GC | SG  |
| ---- | ------------- | - | - | - | - | - | -- | -- | --- |
| 1    | França        | 9 | 3 | 3 | 0 | 0 | 14 | 4  | +10 |
| 2    | Nova Zelândia | 4 | 3 | 1 | 1 | 1 | 3  | 7  | –4  |
| 3    | Paraguai      | 3 | 3 | 1 | 0 | 2 | 8  | 7  | +1  |
| 4    | Síria         | 1 | 3 | 0 | 1 | 2 | 1  | 8  | –7  |

| 19 de outubro | Nova Zelândia | 1 – 6     | França                                                                                        | Estádio Regional de Chinquihue, Puerto Montt |
| 17:00         | McGarry 76'   | Relatório | McGarry 15' (g.c.) · Boutobba 32' · Maouassa 34' · Doucouré 42' · Georgen 45' · Édouard 90+2' | Público: 8 134 Árbitro: JAM Valdin Legister  |

| 19 de outubro | Síria     | 1 – 4     | Paraguai                                             | Estádio Regional de Chinquihue, Puerto Montt |
| 20:00         | Alaji 62' | Relatório | Morel 30' · Villalba 34' · Colmán 65' · Ferreira 90' | Público: 8 134 Árbitro: SVN Matej Jug        |

| 22 de outubro | Nova Zelândia | 0 – 0     | Síria | Estádio Regional de Chinquihue, Puerto Montt |
| 17:00         |               | Relatório |       | Público: 8 955 Árbitro: SEN Malang Diedhiou  |

| 22 de outubro | Paraguai                                      | 3 – 4     | França                                       | Estádio Regional de Chinquihue, Puerto Montt  |
| 20:00         | Aranda 45' (pen) · Villalba 57' · Paredes 62' | Relatório | Boutobba 3' · Ikone 22', 71' · Upamecano 59' | Público: 8 955 Árbitro: ALG Mehdi Abid Charef |

| 25 de outubro | Paraguai    | 1 – 2     | Nova Zelândia              | Estádio Regional de Chinquihue, Puerto Montt  |
| 16:00         | Ñamandú 43' | Relatório | Ashworth 11' · Imrie 90+1' | Público: 6 571 Árbitro: UKR Yevhen Aranovskiy |

| 25 de outubro | França                                              | 4 – 0     | Síria | Estádio Municipal de Concepción, Concepción |
| 16:00         | Janvier 22', 46' · Édouard 32' · Claude Maurice 66' | Relatório |       | Público: 13 759 Árbitro: ZAM Janny Sikazwe  |

### Melhores terceiros classificados
As melhores quatro seleções terceiro colocadas nos grupos também avançam para as oitavas de final.
| Pos. | Seleção         | P | J | V | E | D | GP | GC | SG | Grupo |
| ---- | --------------- | - | - | - | - | - | -- | -- | -- | ----- |
| 1    | Chile           | 4 | 3 | 1 | 1 | 1 | 6  | 7  | –1 | A     |
| 2    | Coreia do Norte | 4 | 3 | 1 | 1 | 1 | 3  | 4  | –1 | E     |
| 3    | Bélgica         | 4 | 3 | 1 | 1 | 1 | 2  | 3  | –1 | D     |
| 4    | Austrália       | 4 | 3 | 1 | 1 | 1 | 3  | 5  | –2 | C     |
| 5    | Paraguai        | 3 | 3 | 1 | 0 | 2 | 8  | 7  | +1 | F     |
| 6    | Inglaterra      | 2 | 3 | 0 | 2 | 1 | 1  | 2  | –1 | B     |

## Fase final

### Esquema
|  | Oitavas de final             | Oitavas de final             |                              |       | Quartas de final | Quartas de final |                              |                              | Semifinais | Semifinais |  |  | Final | Final |
|  |                              |                              |                              |       |                  |                  |                              |                              |            |            |  |  |       |       |
|  | 29 de outubro – Concepción   |                              |                              |       |                  |                  |                              |                              |            |            |  |  |       |       |
|  |                              |                              |                              |       |                  |                  |                              |                              |            |            |  |  |       |       |
|  | Croácia                      | 2                            |                              |       |                  |                  |                              |                              |            |            |  |  |       |       |
|  | Croácia                      | 2                            | 1 de novembro – Chillán      |       |                  |                  |                              |                              |            |            |  |  |       |       |
|  | Alemanha                     | 0                            |                              |       |                  |                  |                              |                              |            |            |  |  |       |       |
|  | Alemanha                     | 0                            | Croácia                      | 0     |                  |                  |                              |                              |            |            |  |  |       |       |
|  | 29 de outubro – Talca        |                              | Croácia                      | 0     |                  |                  |                              |                              |            |            |  |  |       |       |
|  |                              | Mali                         | 1                            |       |                  |                  |                              |                              |            |            |  |  |       |       |
|  | Mali                         | Mali                         | 1                            | 3     |                  |                  |                              |                              |            |            |  |  |       |       |
|  | Mali                         |                              | 5 de novembro – La Serena    | 3     |                  |                  |                              |                              |            |            |  |  |       |       |
|  | Coreia do Norte              | 0                            |                              |       |                  |                  |                              |                              |            |            |  |  |       |       |
|  | Coreia do Norte              | 0                            | Mali                         | 3     |                  |                  |                              |                              |            |            |  |  |       |       |
|  | 28 de outubro – La Serena    |                              | Mali                         | 3     |                  |                  |                              |                              |            |            |  |  |       |       |
|  |                              | Bélgica                      | 1                            |       |                  |                  |                              |                              |            |            |  |  |       |       |
|  | Coreia do Sul                | Bélgica                      | 1                            | 0     |                  |                  |                              |                              |            |            |  |  |       |       |
|  | Coreia do Sul                | 2 de novembro – Concepción   |                              | 0     |                  |                  |                              |                              |            |            |  |  |       |       |
|  | Bélgica                      | 2                            |                              |       |                  |                  |                              |                              |            |            |  |  |       |       |
|  | Bélgica                      | 2                            | Bélgica                      | 1     |                  |                  |                              |                              |            |            |  |  |       |       |
|  | 29 de outubro – Puerto Montt |                              | Bélgica                      | 1     |                  |                  |                              |                              |            |            |  |  |       |       |
|  |                              | Costa Rica                   | 0                            |       |                  |                  |                              |                              |            |            |  |  |       |       |
|  | França                       | Costa Rica                   | 0                            | 0 (3) |                  |                  |                              |                              |            |            |  |  |       |       |
|  | França                       |                              | 8 de novembro – Viña del Mar | 0 (3) |                  |                  |                              |                              |            |            |  |  |       |       |
|  | Costa Rica (pen)             | 0 (5)                        |                              |       |                  |                  |                              |                              |            |            |  |  |       |       |
|  | Costa Rica (pen)             | 0 (5)                        | Mali                         | 0     |                  |                  |                              |                              |            |            |  |  |       |       |
|  | 29 de outubro – Concepción   |                              | Mali                         | 0     |                  |                  |                              |                              |            |            |  |  |       |       |
|  |                              | Nigéria                      | 2                            |       |                  |                  |                              |                              |            |            |  |  |       |       |
|  | Rússia                       | Nigéria                      | 2                            | 1     |                  |                  |                              |                              |            |            |  |  |       |       |
|  | Rússia                       | 2 de novembro – Coquimbo     |                              | 1     |                  |                  |                              |                              |            |            |  |  |       |       |
|  | Equador                      | 4                            |                              |       |                  |                  |                              |                              |            |            |  |  |       |       |
|  | Equador                      | 4                            | Equador                      | 0     |                  |                  |                              |                              |            |            |  |  |       |       |
|  | 28 de outubro – Chillán      |                              | Equador                      | 0     |                  |                  |                              |                              |            |            |  |  |       |       |
|  |                              | México                       | 2                            |       |                  |                  |                              |                              |            |            |  |  |       |       |
|  | México                       | México                       | 2                            | 4     |                  |                  |                              |                              |            |            |  |  |       |       |
|  | México                       |                              | 5 de novembro – Concepción   | 4     |                  |                  |                              |                              |            |            |  |  |       |       |
|  | Chile                        | 1                            |                              |       |                  |                  |                              |                              |            |            |  |  |       |       |
|  | Chile                        | 1                            | México                       | 2     |                  |                  |                              |                              |            |            |  |  |       |       |
|  | 28 de outubro – Viña del Mar |                              | México                       | 2     |                  |                  |                              |                              |            |            |  |  |       |       |
|  |                              | Nigéria                      | 4                            |       | Terceiro lugar   | Terceiro lugar   |                              |                              |            |            |  |  |       |       |
|  | Brasil                       | Nigéria                      | 4                            | 1     | Terceiro lugar   | Terceiro lugar   |                              |                              |            |            |  |  |       |       |
|  | Brasil                       | 1 de novembro – Viña del Mar | 1 de novembro – Viña del Mar | 1     |                  |                  | 8 de novembro – Viña del Mar | 8 de novembro – Viña del Mar |            |            |  |  |       |       |
|  | Nova Zelândia                | 1 de novembro – Viña del Mar | 1 de novembro – Viña del Mar | 0     |                  |                  | 8 de novembro – Viña del Mar | 8 de novembro – Viña del Mar |            |            |  |  |       |       |
|  | Nova Zelândia                | Brasil                       | 0                            | 0     | Bélgica          | 3                |                              |                              |            |            |  |  |       |       |
|  | 28 de outubro – Viña del Mar | Brasil                       | 0                            |       | Bélgica          | 3                |                              |                              |            |            |  |  |       |       |
|  |                              | Nigéria                      | 3                            |       | México           | 2                |                              |                              |            |            |  |  |       |       |
|  | Nigéria                      | Nigéria                      | 3                            | 6     | México           | 2                |                              |                              |            |            |  |  |       |       |
|  | Nigéria                      |                              |                              | 6     |                  |                  |                              |                              |            |            |  |  |       |       |
|  | Austrália                    | 0                            |                              |       |                  |                  |                              |                              |            |            |  |  |       |       |
|  | Austrália                    | 0                            |                              |       |                  |                  |                              |                              |            |            |  |  |       |       |

### Oitavas de final
| 28 de outubro | Brasil                    | 1 – 0     | Nova Zelândia | Estádio Sausalito, Viña del Mar             |
| 17:00         | Luís Henrique 90+6' (pen) | Relatório |               | Público: 4 265 Árbitro: MAS Mohd Bin Yaacob |

| 28 de outubro | México                                               | 4 – 1     | Chile        | Estádio Nelson Oyarzún Arenas, Chillán      |
| 17:00         | Zamudio 42' · López 61' · Aguirre 69' · Cortés 90+3' | Relatório | B. Leiva 40' | Público: 10 700 Árbitro: ENG Michael Oliver |

| 28 de outubro | Nigéria                                                                | 6 – 0     | Austrália | Estádio Sausalito, Viña del Mar           |
| 20:00         | Osimhen 22', 73', 79' · Nwakali 25' (pen) · Essien 86' · Chukwueze 88' | Relatório |           | Público: 4 265 Árbitro: CHI Roberto Tobar |

| 28 de outubro | Coreia do Sul | 0 – 2     | Bélgica                   | Estádio La Portada, La Serena               |
| 20:00         |               | Relatório | Vancamp 11' · Verreth 67' | Público: 6 388 Árbitro: SEN Malang Diedhiou |

| 29 de outubro | Croácia                 | 2 – 0     | Alemanha | Estádio Municipal de Concepción, Concepción       |
| 17:00         | Moro 18' · Lovren 90+1' | Relatório |          | Público: 10 705 Árbitro: SWE Martin Strömbergsson |

| 29 de outubro | Mali                           | 3 – 0     | Coreia do Norte | Estádio Fiscal, Talca                        |
| 17:00         | A. Haidara 8' · Maïga 37', 48' | Relatório |                 | Público: 5 123 Árbitro: HON Héctor Rodríguez |

| 29 de outubro | Rússia     | 1 – 4     | Equador                                     | Estádio Municipal de Concepción, Concepción           |
| 20:00         | Chalov 16' | Relatório | Pereira 3', 65' · Corozo 17' · Nazareno 78' | Público: 10 705 Árbitro: UAE Mohammed Abdulla Mohamed |

| 29 de outubro | França | 0 – 0     | Costa Rica | Estádio Regional de Chinquihue, Puerto Montt |
| 20:00         |        | Relatório |            | Público: 8 691 Árbitro: COL Wilson Lamouroux |

|                                        |       | Penalidades                           |  |
| Édouard Cognat Reine-Adélaïde Boutobba | 3 – 5 | Córdoba Juárez Arboine Villegas Reyes |  |

### Quartas de final
| 1 de novembro | Brasil | 0 – 3     | Nigéria                                 | Estádio Sausalito, Viña del Mar       |
| 16:00         |        | Relatório | Osimhen 29' · Michael 30' · Anumudu 34' | Público: 5 880 Árbitro: SVN Matej Jug |

| 1 de novembro | Croácia | 0 – 1     | Mali      | Estádio Nelson Oyarzún Arenas, Chillán      |
| 19:00         |         | Relatório | Koita 20' | Público: 5 222 Árbitro: PAR Enrique Cáceres |

| 2 de novembro | Equador | 0 – 2     | México                          | Estádio Fco. Sánchez Rumoroso, Coquimbo  |
| 17:00         |         | Relatório | Zamudio 41' · Salazar 55' (pen) | Público: 3 127 Árbitro: FRA Ruddy Buquet |

| 2 de novembro | Bélgica  | 1 – 0     | Costa Rica | Estádio Municipal de Concepción, Concepción |
| 20:00         | Rigo 27' | Relatório |            | Público: 8 874 Árbitro: ZAM Janny Sikazwe   |

### Semifinais
| 5 de novembro | Mali                                  | 3 – 1     | Bélgica  | Estádio La Portada, La Serena             |
| 17:00         | B. Traoré 22' · Maïga 55' · Koita 85' | Relatório | Rigo 16' | Público: 6 395 Árbitro: CHI Roberto Tobar |

| 5 de novembro | México                 | 2 – 4     | Nigéria                                                    | Estádio Municipal de Concepción, Concepción           |
| 20:00         | Magaña 7' · Cortés 59' | Relatório | Nwakali 35' · Okwonkwo 43' · Ebere 67' · Osimhen 83' (pen) | Público: 21 618 Árbitro: UAE Mohammed Abdulla Mohamed |

### Disputa pelo terceiro lugar
| 8 de novembro | Bélgica                                  | 3 – 2     | México                        | Estádio Sausalito, Viña del Mar                    |
| 16:00         | Van Vaerenbergh 54' · Vanzeir 73', 90+3' | Relatório | Marín 58' (pen) · Venegas 88' | Público: 15 235 Árbitro: QAT Abdulrahman Al-Jassim |

### Final
| 8 de novembro | Mali | 0 – 2     | Nigéria                    | Estádio Sausalito, Viña del Mar             |
| 19:00         |      | Relatório | Osimhen 56' · Bamgboye 59' | Público: 15 235 Árbitro: ENG Michael Oliver |

## Premiação
| Copa do Mundo FIFA Sub-17 de 2015 |
| Nigéria                           |
| --------------------------------- |
| NIGÉRIA Campeã (5º título)        |

| Chuteira de Ouro      | Chuteira de Prata      | Chuteira de Bronze  |
| --------------------- | ---------------------- | ------------------- |
| NGA Victor Osimhen    | GER Johannes Eggestein | NGA Kelechi Nwakali |
| Bola de Ouro          | Bola de Prata          | Bola de Bronze      |
| NGA Kelechi Nwakali   | NGA Victor Osimhen     | MLI Aly Mallé       |
| Luva de Ouro          |                        |                     |
| MLI Samuel Diarra     |                        |                     |
| Troféu FIFA Fair Play |                        |                     |
| Equador               |                        |                     |

## Artilharia
10 gols (1)
- NGA Victor Osimhen

4 gols (1)
- GER Johannes Eggestein

3 gols (6)
- BEL Dante Rigo
- MEX Francisco Venegas
- MLI Sidiki Maïga
- NGA Kelechi Nwakali
- NGA Samuel Chukwueze
- RUS Fedor Chalov

2 gols (28)
- AUS Nicholas Panetta
- BEL Dante Vanzeir
- BEL Jorn Vancamp
- BRA Leandro
- CHI Marcelo Allende
- CRO Karlo Majić
- CRO Nikola Moro
- ECU Jhon Pereira
- ECU Pervis Estupiñán
- ECU Washington Corozo
- ECU Yeison Guerrero
- FRA Bilal Boutobba
- FRA Nanitamo Ikone
- FRA Nicolas Janvier
- FRA Odsonne Édouard
- GER Felix Passlack
- GER Vitaly Janelt
- MEX Claudio Zamudio
- MEX Diego Cortés
- MEX Kevin Magaña
- MEX Pablo López
- MLI Aly Malle
- MLI Amadou Haidara
- MLI Boubacar Traoré
- MLI Sékou Koita
- PAR Julio Villalba
- RUS Georgy Makhatadze
- USA Brandon Vazquez

1 gol (62)
- ARG Tomás Conechny
- AUS Pierce Waring
- BEL Dennis Van Vaerenbergh
- BEL Matthias Verreth
- BRA Arthur
- BRA Lincoln
- BRA Luís Henrique
- CHI Brian Leiva
- CHI Camilo Moya
- CHI Gabriel Mazuela
- CHI Gonzalo Jara
- CHI Yerko Leiva
- CRC Andy Reyes
- CRC Diego Mesén
- CRC Kevin Masis
- CRC Sergio Ramírez
- CRO Davor Lovren
- CRO Josip Brekalo
- CRO Luka Ivanušec
- ECU Joan Cortez
- ECU Juan Nazareno
- ENG Kaylen Hinds
- FRA Alec Georgen
- FRA Alexis Claude Maurice
- FRA Christ Maouassa
- FRA Dayot Upamecano
- FRA Mamadou Doucouré
- GER Niklas Schmidt
- GUI Morlaye Sylla
- GUI Naby Bangoura
- HON Foslyn Grant
- HON Jafeth Leiva
- KOR Jang Jae-Won
- KOR Oh Se-Hun
- MEX Bryan Salazar
- MEX Eduardo Aguirre
- MEX Ricardo Marín
- MLI Abdoul Dante
- NGA Chukwudi Agor
- NGA Edidiong Essien
- NGA Funsho Bamgboye
- NGA Kingsley Michael
- NGA Orji Okwonkwo
- NGA Osinachi Ebere
- NGA Udochukwu Anumudu
- NZL Hunter Ashworth
- NZL James McGarry
- NZL Lucas Imrie
- PAR Arturo Aranda
- PAR Carlos Ferreira
- PAR Cristhian Paredes
- PAR Jorge Morel
- PAR Josué Colmán
- PAR Marcelino Ñamandú
- PRK Jong Chang-Bom
- PRK Kim Wi-Song
- PRK Pak Yong-Gwan
- RSA Khanyisa Mayo
- RSA Thendo Mukumela
- RUS Ivan Galanin
- SYR Anas Alaji
- USA Christian Pulisic

Gols contra (1)
- NZL James McGarry (a favor da França)